# Phyo Zeya Thaw
 (août 2024).
La mise en forme du texte ne suit pas les recommandations de Wikipédia : il faut le « wikifier ».
Les points d'amélioration suivants sont les cas les plus fréquents. Le détail des points à revoir est peut-être précisé sur la page de discussion.
- Les titres sont pré-formatés par le logiciel. Ils ne sont ni en capitales, ni en gras.
- Le texte ne doit pas être écrit en capitales (les noms de famille non plus), ni en gras, ni en italique, ni en « petit »…
- Le gras n'est utilisé que pour surligner le titre de l'article dans l'introduction, une seule fois.
- L'italique est rarement utilisé : mots en langue étrangère, titres d'œuvres, noms de bateaux, etc.
- Les citations ne sont pas en italique mais en corps de texte normal. Elles sont entourées par des guillemets français : « et ».
- Les listes à puces sont à éviter, des paragraphes rédigés étant largement préférés. Les tableaux sont à réserver à la présentation de données structurées (résultats, etc.).
- Les appels de note de bas de page (petits chiffres en exposant, introduits par l'outil «  Source ») sont à placer entre la fin de phrase et le point final[comme ça].
- Les liens internes (vers d'autres articles de Wikipédia) sont à choisir avec parcimonie. Créez des liens vers des articles approfondissant le sujet. Les termes génériques sans rapport avec le sujet sont à éviter, ainsi que les répétitions de liens vers un même terme.
- Les liens externes sont à placer uniquement dans une section « Liens externes », à la fin de l'article. Ces liens sont à choisir avec parcimonie suivant les règles définies. Si un lien sert de source à l'article, son insertion dans le texte est à faire par les notes de bas de page.
- La présentation des références doit suivre les conventions bibliographiques. Il est recommandé d'utiliser les modèles {{Ouvrage}}, {{Chapitre}}, {{Article}}, {{Lien web}} et/ou {{Bibliographie}}. Le mode d'édition visuel peut mettre en forme automatiquement les références.
- Insérer une infobox (cadre d'informations à droite) n'est pas obligatoire pour parachever la mise en page.

Pour une aide détaillée, merci de consulter Aide:Wikification.
Si vous pensez que ces points ont été résolus, vous pouvez retirer ce bandeau et améliorer la mise en forme d'un autre article.
Phyo Zeya Thaw (en birman : ဖြိုးဇေယျာသော်, également appelé Zeya Thaw, birman : ဇေယျာသော် ; né le 26 mars 1981 et mort le 23 juillet 2022 est un homme politique birman et un chanteur de hip-hop qui a été détenu et exécuté en raison des messages perçus comme anti-gouvernementaux dans ses paroles ainsi que ses actions contre la junte militaire birmane. Amnesty International l'a désigné comme prisonnier d'opinion. Il a été membre du Pyithu Hluttaw, la chambre basse du parlement birman. Phyo Zeya Thaw, aux côtés de la leader de l'opposition et conseillère d'État Aung San Suu Kyi, a été élu à la chambre basse le 1er avril 2012.
En novembre 2021, Phyo Zeya Thaw est arrêté par la junte militaire birmane et condamné à mort en janvier 2022. En juin 2022, la junte annonce que son exécution est imminente. Le 23 juillet 2022 vers 4 heure du matin, Phyo Zeya Thaw et trois autres militants pour la démocratie, dont Kyaw Min Yu (Ko Jimmy), ont été exécutés.

## Jeunesse et éducation
Phyo Zeya Thaw est né le 26 mars 1981 à Rangoun, en Birmanie. Enfant de Mya Thaw, un ancien recteur et de son épouse Khin Win May, dentiste, il fréquente l'école secondaire d'éducation de base n° 6 Botahtaung (BEHS No. 6 Botahtaung). Il s'est inscrit à l' Université de pharmacie de Mandalay en 1999, puis passe à l'enseignement à distance à l'Université Yadanabon en 2000 et obtient un baccalauréat de littérature anglaise en 2003.

## Carrière dans le hip-hop
En 2000, le groupe Acid, dont il est un membre cofondateur, sort le premier album hip-hop de Birmanie. Malgré les prédictions d'échec de nombreux spécialistes de l'industrie musicale birmane, l'album Beginning est resté en première position des chartes de musique birmanes pendant plus de deux mois. Un journaliste de la Voix démocratique de Birmanie a décrit sa musique comme un mélange de « style combatif et colérique avec un poétisme indigène ». Le répertoire du groupe contiendrait de nombreuses « attaques à peine voilées contre le régime ». The Independent a déclaré que même si les paroles du groupe « se concentraient sur la vie quotidienne, leurs paroles évoquaient inévitablement les difficultés de la vie en Birmanie, les entraînant dans un territoire dangereux. » 
Phyo Zeya Thaw s’est également fait connaître très tôt pour son activisme social. Lors d'un concert, il s'associé aux poètes Saw Wai et Aung Way pour collecter des fonds  pour une œuvre caritative fondée par le comédien Zarganar en faveur des orphelins séropositifs. Avec le rappeur Nge Nge, il a également visité les orphelinats de Zarganar afin d'enseigner l'anglais aux enfants.

## Activisme avec Generation Wave et arrestation
Phyo Zeya Thaw était l'un des quatre membres fondateurs de Generation Wave, un mouvement de jeunesse opposé au Conseil d'État pour la paix et le développement ( SPDP ), le gouvernement militaire birman. Le groupe a été fondé le 9 octobre 2007, à l'issue de la Révolution de safran. Ses moyens de protestation étaient des graffitis et des pamphlets pour diffuser des messages pro-démocratie. Il aurait été à l'initiative de l'une des campagnes les plus répandues du groupe, des autocollants portant l'inscription « Change New Government » à appliquer sur les voitures portant l'autocollant « CNG » (pour « gaz naturel comprimé »). Le groupe a également diffusé des films anti-gouvernementaux, notamment Rambo , dans lequel le personnage principal combat les soldats de la Tatmadaw (armée birmane) dans l'État Karen . Le film avait été interdit par le gouvernement pour avoir présenté le SPDC et ses soldats négativement.
En février 2010, une trentaine de membres du groupe sont emprisonnés, dont Phyo Zeya Thaw, qui est arrêté dans un restaurant de Yangon avec des amis le 12 mars 2008. En avril, Yan Yan Chan, cofondateur d'Acid , est également arrêté.

## Procès et emprisonnement
Phyo Zeya Thaw aurait été battu lors de son interrogatoire. Le 20 novembre 2008, il a été condamné à cinq ans de prison pour avoir enfreint la loi n° 6/88 du Conseil de restauration de l'ordre public, « organisation illégale en vertu de la loi sur les associations illégales ». Amnesty International décrit cette loi comme « une loi formulée de manière vague, dont les dispositions générales peuvent être interprétées comme rendant illégale la création de tout type d'organisation ». Il a été condamné à une année de prison supplémentaire pour possession de devises étrangères, car il avait en sa possession des bahts thaïlandais, pour une valeur approximative de 20 dollars américains , ainsi que des dollars de Singapour et des Ringgit malais au moment de son arrestation.
Avant sa condamnation, il déclare aux journalistes : « Je suis triste, mais pas à cause de mon emprisonnement... Je suis triste pour l'avenir de notre pays et de notre peuple quand je pense à ce qu'il s'est passé. Ces mots viennent du fond de mon cœur. Je souhaite dire aux gens : « Ayez le courage de rejeter les choses que vous n'aimez pas, et même si vous n'osez pas soutenir ouvertement la bonne cause, ne soutenez pas la mauvaise . »  Sa condamnation a été critiquée par Amnesty International, qui l'a qualifié de prisonnier d'opinion et a demandé sa libération immédiate.

## Libération et carrière politique

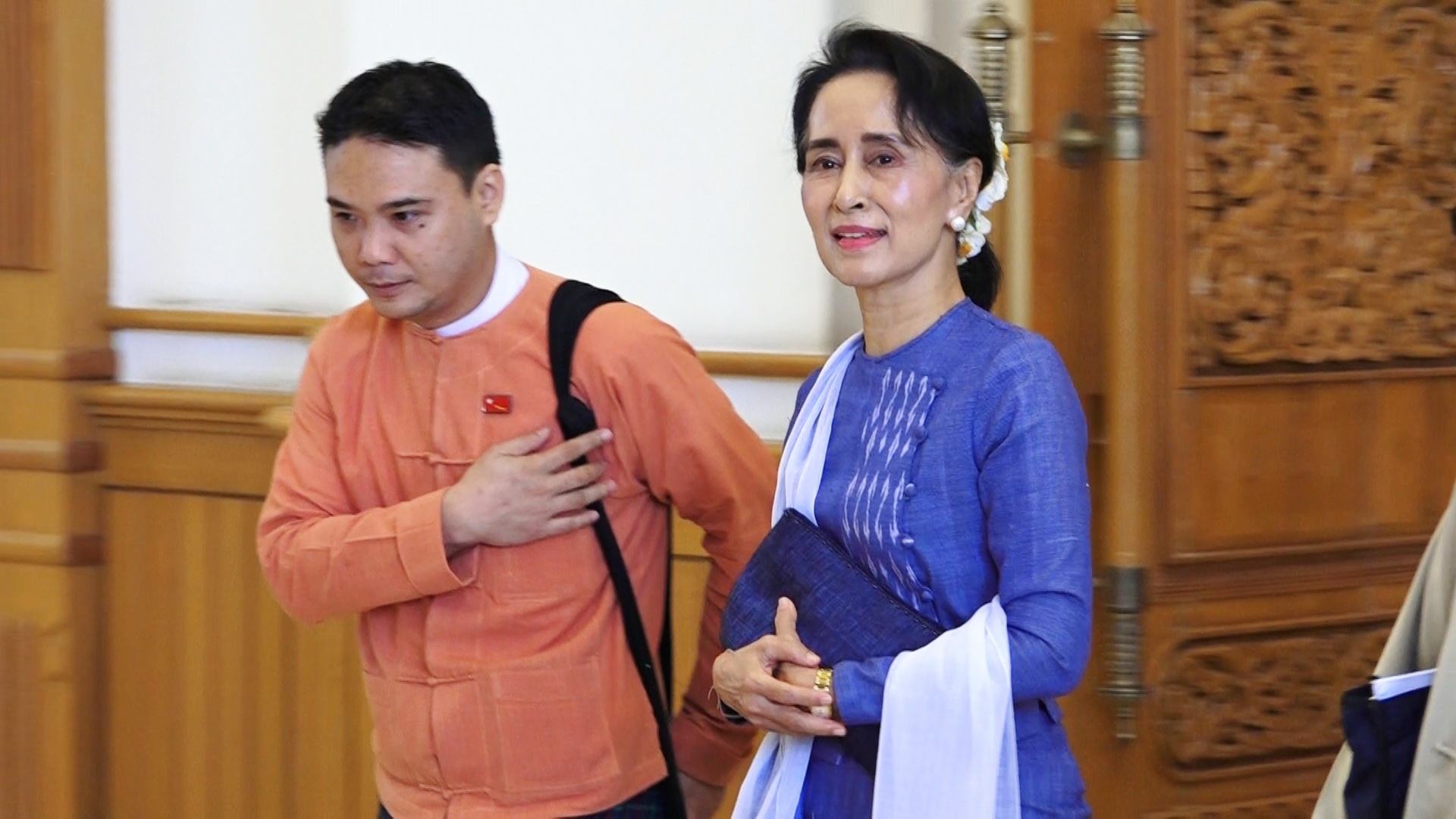
Phyo Zeya Thaw avec Aung San Suu Kyi le 11 mars 2016

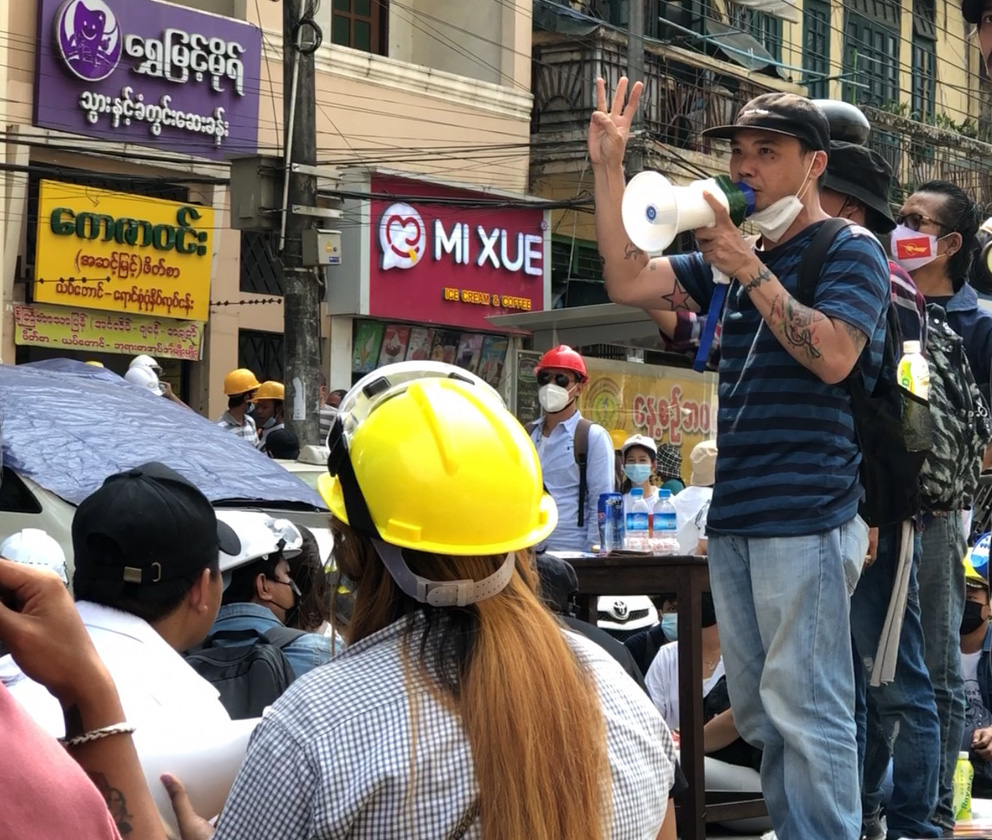
Phyo Zeya Thaw prononce un discours lors des manifestations contre le coup d'État de 2021, le 3 mars 2021

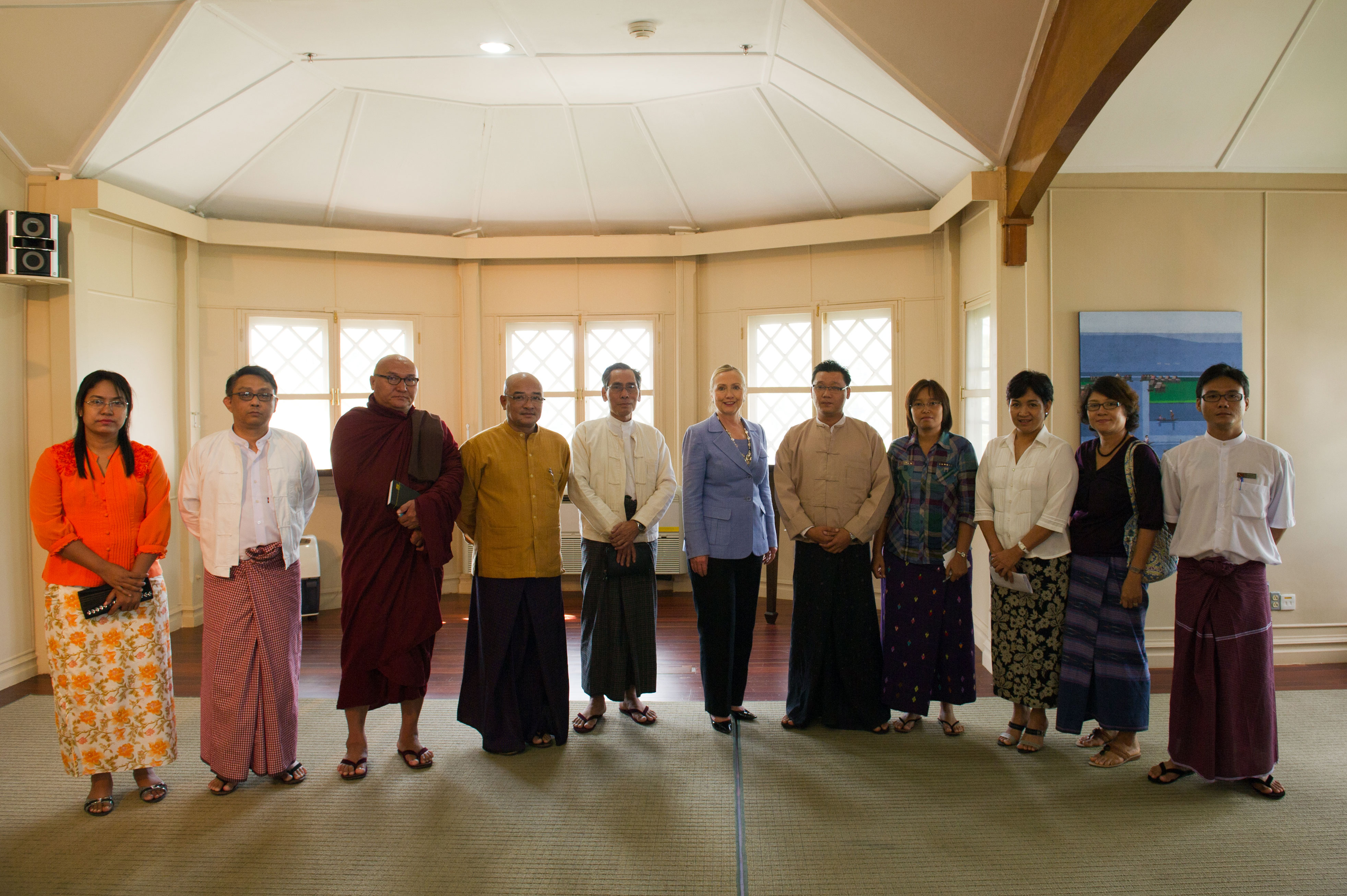
Le 2 décembre 2011, la secrétaire d’État américaine Hillary Clinton a rencontré des représentants de la société civile, dont Phyo Zeya Thaw (à l’extrême droite de la photo).

Il a purgé sa peine à la prison de Kawthaung et a été libéré le 17 mai 2011,. En août 2011, le commissariat de police du canton de Mingala Taungnyunt lui a interdit de se produire sur la scène du lac Kandawgyi de l'île Hmyawzin.
Il était membre de la Ligue nationale pour la démocratie ( LND ). Lors des élections partielles de 2012 au Myanmar, il s'est présenté dans la circonscription du canton de Pobbathiri pour un siège à la Chambre des représentants (la chambre basse du pays), et a remporté le siège que Tin Aung Myint Oo avait quitté en 2011.
Lors des élections générales de 2015 au Myanmar, il s'est présenté dans la circonscription du canton de Zabuthiri et a remporté un siège à la Chambre des représentants.

## Exécution
En novembre 2021, il est arrêté par la junte militaire birmane et est accusé d’avoir planifié des attaques contre des cibles de la junte en vertu de la loi antiterroriste et de la loi sur la protection des biens publics[réf. nécessaire]. En janvier 2022, il a été condamné à la peine capitale. La junte a annoncé que son exécution était imminente en juin 2022, et le 23 juillet 2022, il a été annoncé qu'il avait été exécuté avec trois autres personnes, dont le militant pro-démocratie Kyaw Min Yu , également connu sous le nom de Ko Jimmy.

### Réactions
Les organisations Human Rights Watch et Amnesty International ont réagi avec stupeur. La directrice de Human Rights Watch pour l'Asie, Elaine Pearson, a parlé de procès motivés par des raisons politiques et a souligné que les familles des condamnés n'avaient appris les exécutions que par les médias.
Le gouvernement allemand a fermement condamné les premières exécutions au Myanmar depuis plus de trois décennies. Le rapporteur spécial des Nations Unies sur la situation des droits de l'homme au Myanmar, Tom Andrews, a tweeté qu'il était « choqué » par la nouvelle : « Les États membres de l'ONU doivent honorer leur vie en faisant de cet acte odieux un tournant dans la réponse du monde à cette crise. »  Le 28 juillet 2022, les ministres des Affaires étrangères du G7 ( Canada, France, Allemagne, Italie, Japon, Royaume-Uni et États-Unis d'Amérique ) et l'Union européenne ont publié une déclaration condamnant fermement son exécution par la junte militaire.

## Vie personnelle
Phyo Zeya Thaw était marié à Thazin Nyunt Aung, également rappeuse.

## Dans la culture populaire
- Dans End Game: Union Multiplayer, jeu de tir multijoueur de Shoot and Support, le personnage Zeya Thaw a été créé en l'honneur de Phyo Zeya Thaw[24].